# Scott Sunderland (1966)
Scott Sunderland (Inverell, 28 november 1966) is een voormalig Australisch wielrenner. Hij was beroepsrenner tussen 1990 en 2004.
Op 25 april 1998 kwam Sunderland op een nogal ongewone manier in het wielernieuws, omdat hij tijdens de Amstel Gold Race door TVM-ploegleider Cees Priem werd aangereden met de ploegauto toen deze met zijn renner Peter Van Petegem in overleg was. Sunderland liep hierbij ernstige verwondingen op en was een jaar buiten strijd.
Sunderland was ploegleider van Team CSC van 2004 tot en met 2008. In 2009 was hij actief als sportief manager bij Team Sky.
Sinds 1997 woont Sunderland in België. Hij is getrouwd met een Zottegemse en woonde eerst in Zottegem, waarna het gezin in 2007 naar Zwalm verhuisde. Hij spreekt naast zijn moedertaal Engels vloeiend Nederlands.

## Overwinningen
1986
- Australisch Kampioen op de weg, Amateurs

1988
- Giro del Mendrisiotto

1991
- Trofeo Pantalica

1994
- Schynberg Rundfahrt Sulz

1996
- 4e etappe Ronde van Wallonië

1998
- Nokere Koerse

1999
- 1e etappe Vuelta Castilla y Leon

2000
- Noosa International Criterium

2001
- GP Fourmies
- GP Pino Cerami
- 6e etappe Herald Sun Tour

2002
- 7e etappe Bank Austria Tour

## Resultaten in voornaamste wedstrijden
| Jaar | Ronde van Italië | Ronde van Frankrijk | Ronde van Spanje |
| ---- | ---------------- | ------------------- | ---------------- |
| 1990 |                  |                     |                  |
| 1992 |                  |                     |                  |
| 1993 |                  |                     |                  |
| 1994 |                  |                     |                  |
| 1995 |                  |                     |                  |
| 1996 |                  | 101e                |                  |
| 1997 |                  |                     |                  |
| 1998 |                  |                     |                  |
| 2000 |                  |                     |                  |
| 2001 |                  |                     |                  |
| 2003 | 23e              |                     |                  |
| 2004 |                  | 96e                 | opgave           |

| Jaar | Milaan-San Remo | Gent-Wevelgem | Ronde van Vlaanderen | Parijs-Roubaix | Amstel Gold Race | Luik-Bast.‑Luik | Ronde van Lombardije | Brabantse Pijl |  | WK op de weg |
| ---- | --------------- | ------------- | -------------------- | -------------- | ---------------- | --------------- | -------------------- | -------------- |  | ------------ |
| 1990 |                 |               |                      |                |                  | 112e            | 54e                  |                |  |              |
| 1992 | 5e              |               |                      |                |                  |                 |                      |                |  |              |
| 1993 | 13e             |               |                      |                |                  |                 |                      |                |  |              |
| 1994 | 68e             |               |                      |                |                  |                 |                      |                |  | 17e          |
| 1995 | 54e             |               |                      |                |                  |                 |                      |                |  |              |
| 1996 | 92e             |               |                      |                |                  |                 |                      |                |  |              |
| 1997 | 64e             |               |                      |                |                  | 31e             | 15e                  |                |  |              |
| 1998 |                 | 11e           | 11e                  |                |                  | 19e             |                      |                |  |              |
| 2000 |                 |               |                      |                |                  |                 |                      |                |  | 7e           |
| 2001 |                 |               |                      |                | 18e              |                 |                      | ↑              |  |              |
| 2003 |                 |               |                      |                | 40e              |                 |                      | 51e            |  | opgave       |
| 2004 | 67e             |               | 77e                  | 45e            |                  |                 |                      |                |  |              |

## Ploegen
- 1990-TVM
- 1991-TVM-Sanyo
- 1992-TVM-Sanyo
- 1993-TVM-Bison Kit
- 1994-TVM-Bison Kit
- 1995-Lotto-Isoglass
- 1996-Lotto-Isoglass
- 1997-GAN
- 1998-Palmans-Ideal
- 1999-Palmans-Ideal
- 2000-Palmans-Ideal
- 2001-Fakta
- 2002-EDS-Fakta
- 2003-Fakta
- 2004-Alessio-Bianchi